# Спанчево
Спанчево (мкд. Спанчево) је насеље у Северној Македонији, у источном делу државе. Облешево је у саставу општине Чешиново-Облешево.

## Географија
Спанчево је смештено у источном делу Северне Македоније. Од најближег града, Кочана, насеље је удаљено 10 km југозападно.
Насеље Спанчево се налази у историјској области Кочанско поље. Подручје јужно од насеља је долинско и добро обрађено. Северно од насеља издижу се први огранци југозападног дела Осоговских планина. Надморска висина насеља је приближно 330 метара. 
Месна клима је умерено континентална.

## Становништво
Спанчево је према последњем попису из 2002. године имало 1.048 становника.
Претежно становништво у насељу су етнички Македонци (99%).
Већинска вероисповест месног становништва је православље.